# Bismarckia
Бісмаркія (Bismarckia) — монотипний рід родини пальмові Arecaceae. Складається з одного виду — бісмаркія шляхетна (Bismarckia nobilis)

## Будова
Бісмаркія шляхетна має один стовбур сірого кольору, на якому помітні напівкруглі заглиблення від колишніх листків. Стовбур 30-40 см в діаметрі, опуклий при основі. В природних умовах досягає 25 метрів, при її вирощуванні як декоративної рослини рідко виростає більше 12 метрів. Листя віялове майже круглої форми 3 метри в діаметрі з 20 окремими листками на 2-3 метровому черешку. Бісмаркію шляхетну можна легко розпізнати за сріблястим забарвленням листя.

## Розповсюдження
Походить з Мадагаскару.

## Практичне використання
Вирощують як декоративну рослину в тропічній та субтропічній зоні.